# Erich Schieferstein
Erich Schieferstein (* 21. Februar 1934; † 13. November 2007) war ein deutscher Jurist und Imker.

## Leben
Schieferstein studierte Jura und promovierte 1970 in Gießen. Er war Richter am Oberlandesgericht Frankfurt am Main. Schieferstein war Vorsitzender Richter in mehreren RAF-Prozessen, so gegen Birgit Hogefeld und Monika Haas.
Von 1983 bis 2004 war er Präsident des Deutschen Imkerbundes und zeitweise auch Vizepräsident des Internationalen Verbandes der Bienenzüchtervereinigungen Apimondia.

## Ehrungen
- Bundesverdienstkreuz am Bande (2000)[4]
- Ehrenpräsident des Deutschen Imkerbundes (2004)
- Ehrenimkermeister des D.I.B. (1984)[3]